# Trichaeta bhutanica
Trichaeta bhutanica là một loài bướm đêm thuộc phân họ Arctiinae, họ Erebidae.